# Raphidia kimminsi
Raphidia kimminsi är en halssländeart som beskrevs av H. Aspöck och U. Aspöck 1964. Raphidia kimminsi ingår i släktet Raphidia och familjen ormhalssländor. Inga underarter finns listade i Catalogue of Life.